# Ours d'argent du meilleur scénario

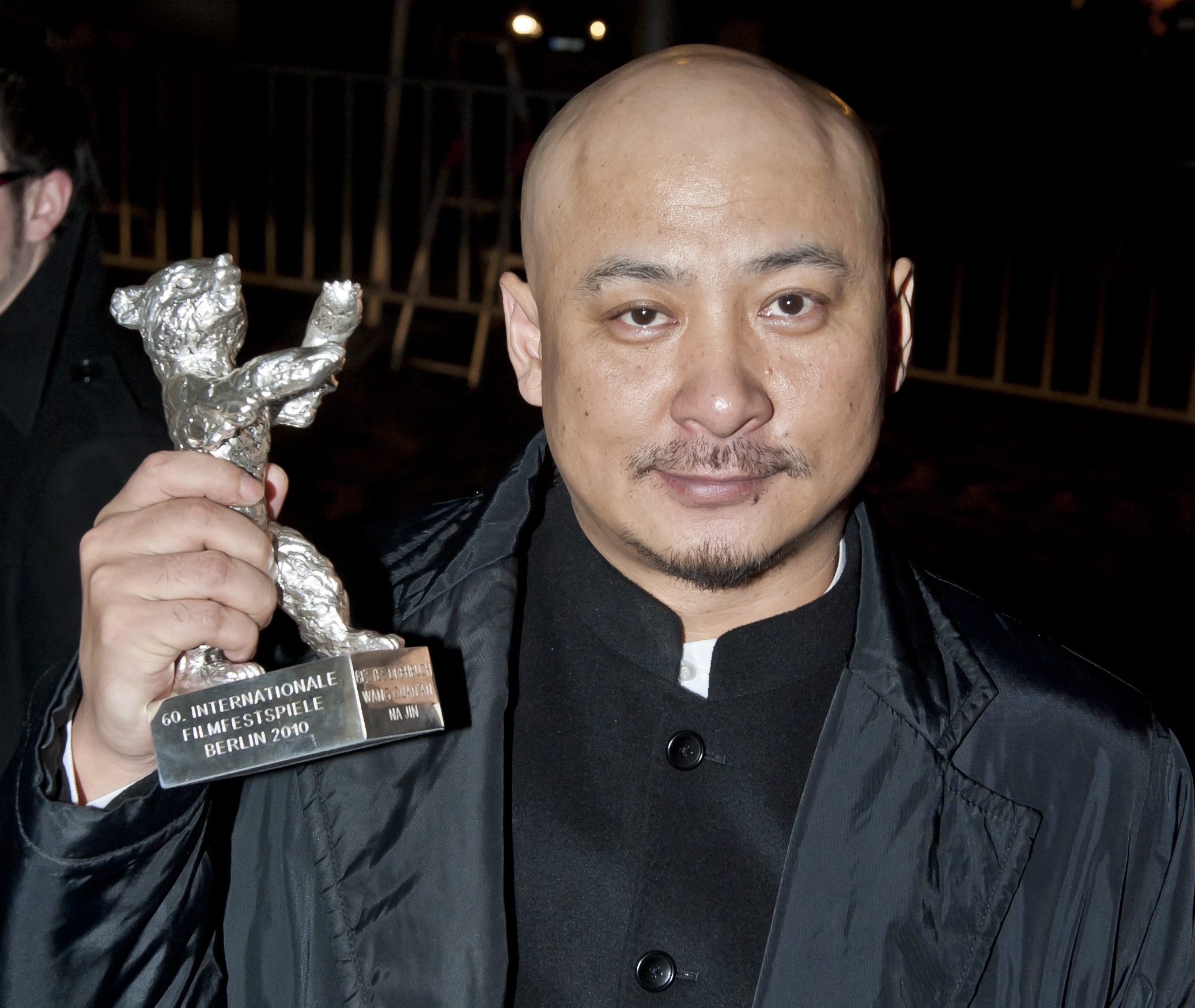
Le gagnant du prix « Ours d'argent » à Berlin 2010

L’Ours d'argent du meilleur scénario (Silberne Bär für das beste Drehbuch) est l'une des récompenses remises par le jury lors du Festival de Berlin depuis 2008 dans la catégorie de l'Ours d'argent.

## Palmarès
| Année | Scénariste(s)                                           | Film                                | Titre original                     |
| ----- | ------------------------------------------------------- | ----------------------------------- | ---------------------------------- |
| 2008  | Wang Xiaoshuai                                          | Une famille chinoise                | 左右, Zǔo yòu                      |
| 2009  | Oren Moverman et Alessandro Camon                       | The Messenger                       |                                    |
| 2010  | Wang Quan'an et Na Jin                                  | Apart Together                      | 團圓, Tuán yuán                    |
| 2011  | Joshua Marston et Andamion Murataj                      | The Forgiveness of Blood            |                                    |
| 2012  | Nikolaj Arcel et Rasmus Heisterberg                     | Royal Affair                        | En kongelig affære                 |
| 2013  | Jafar Panahi                                            | Pardé                               | Pardeh – پرده                      |
| 2014  | Anna et Dietrich Brüggemann                             | Chemin de croix                     | Kreuzweg                           |
| 2015  | Patricio Guzmán                                         | Le Bouton de nacre                  | El botón de nácar                  |
| 2016  | Tomasz Wasilewski                                       | United States of Love               | Zjednoczone Stany Miłości          |
| 2017  | Sebastián Lelio et Gonzalo Maza                         | Une femme fantastique               | Una mujer fantástica               |
| 2018  | Alonso Ruizpalacios et Manuel Alcalá                    | Museum                              | Museo                              |
| 2019  | Maurizio Braucci, Claudio Giovannesi et Roberto Saviano | Piranhas                            | La paranza dei bambini             |
| 2020  | Damiano et Fabio D'Innocenzo                            | Storia di vacanze                   | Favolacce                          |
| 2021  | Hong Sang-soo                                           | Introduction                        | Inteurodeoksyeon                   |
| 2022  | Laila Stieler                                           | Rabiye Kurnaz contre George W. Bush | Rabiye Kurnaz gegen George W. Bush |